# Сэпсикт
Сэпсикт — деревня в Прилузском районе Республики Коми. Входит в состав сельского поселения Ношуль.

## География
Деревня находится недалеко от правого берега реки Луза, на расстоянии 32 км к юго-западу от села Объячево, административного центра района.

## История
Впервые деревня упоминается в 1878 году.

## Население
| 2010 |
| ---- |
| 8    |

### Национальный состав
Согласно результатам переписи 2002 года, в национальной структуре населения коми составляли 100 % из 4 чел.